# اشتراک گذاشتن (فیلم)
«اشتراک گذاشتن» (انگلیسی: Share (film)) یک فیلم کوتاه درام به کارگردانی پیپا بیانکو است که در سال ۲۰۱۵ منتشر شد.